# Oxyopes auriculatus
Oxyopes auriculatus là một loài nhện trong họ Oxyopidae.
Loài này thuộc chi Oxyopes. Oxyopes auriculatus được George Newbold Lawrence miêu tả năm 1927.